# Rituel (nouvelle)
Pour les articles homonymes, voir Rituel.
Rituel (Ritual) est une nouvelle de science-fiction écrite par Robert Sheckley, publiée en 1954 dans le recueil Untouched by Human Hands.

## Publications

### Publications aux États-Unis
La nouvelle a été publiée pour la première fois aux États-Unis en 1954 dans le recueil Untouched by Human Hands.
Elle a ensuite été publiée dans diverses anthologies ou divers recueils, notamment dans The Collected Short Fiction of Robert Sheckley (plusieurs éditions).

### Publications en France
La nouvelle a été publiée en France dans l'anthologie Douces Illusions (p. 175 à 187), parue en 1978. Le recueil a fait l'objet d'une réédition en 1987.

### Publications dans d'autres pays
La nouvelle a aussi été éditée :
- en italien sous le titre Rituale (1964),
- en néerlandais sous le titre Eredienst (1968).

## Résumé
La nouvelle est racontée du point de vue subjectif d'extraterrestres. Ces derniers assistent à l'arrivée inopinée d'un vaisseau spatial terrien (« le Vaisseau-Divin est arrivé ») et aux moyens de réagir face à cet événement extraordinaire. Les humains étaient jadis venus explorer cette planète, et à la suite de leur départ, des mythes avaient été édifiés, en particulier par un chef religieux appelé Alhona. 
On suit l'alien L'Ancien qui ordonne d'accueillir les Dieux selon le Protocole d'Accueil, ou Cérémonie d'accueil traditionnelle, et l'alien Glat, réformiste, qui propose d'adapter le Protocole sans s'en tenir aux antiques et mystérieux écrits d'Alhona. Les aliens ignorent que le vaisseau a eu une sévère avarie et qu'il transporte deux hommes épuisés, affamés, assoiffés et qui ont perdu toute vitalité. La cérémonie de l'« Autorisation d'Atterrissage » est faite par les aliens, suivie de l'« Approbation du Terrain », puis de la « Visite des Douanes », du « Déchargement de la Cargaison », du « Contrôle Sanitaire ». Ces termes sont eux-mêmes mal compris par les aliens. Glat propose de commencer par la « Cérémonie de l’Eau » mais est sévèrement réprimandé par le chef religieux, L'Ancien. Les humains sortent de vaisseau spatial, mais leur comportement (qui tend à obtenir de l'eau et de la nourriture) est mal interprété par L'Ancien, qui y voit le signe que le Protocole d'Accueil se déroule correctement. 
En fin de compte Glat l'emporte et les humains reçoivent eau et nourriture.